# پریستینامایسین
پریستینامایسین(به انگلیسی: Pristinamycin یا pristinamycine) (INN)، یک آنتی بیوتیک ترکیبی است که در درجه اول برای عفونت‌های ناشی از استافیلوکوک، و به میزان کمتر در درمان عفونت‌های ناشی از استرپتوکوک مورد استفاده قرار می‌گیرد. این دارو جز دسته آنتی بیوتیک‌های استرپتوگرامین، شبیه به ویرجینیامایسین، است که از باکتری Streptomyces pristinaespiralis استخراج می‌شود. پریستینامایسین در اروپا توسط شرکت سانوفی-آونتیس با نام تجاری Pyostacine به بازار عرضه می‌شود.